# Synagoge (Hluboká nad Vltavou)

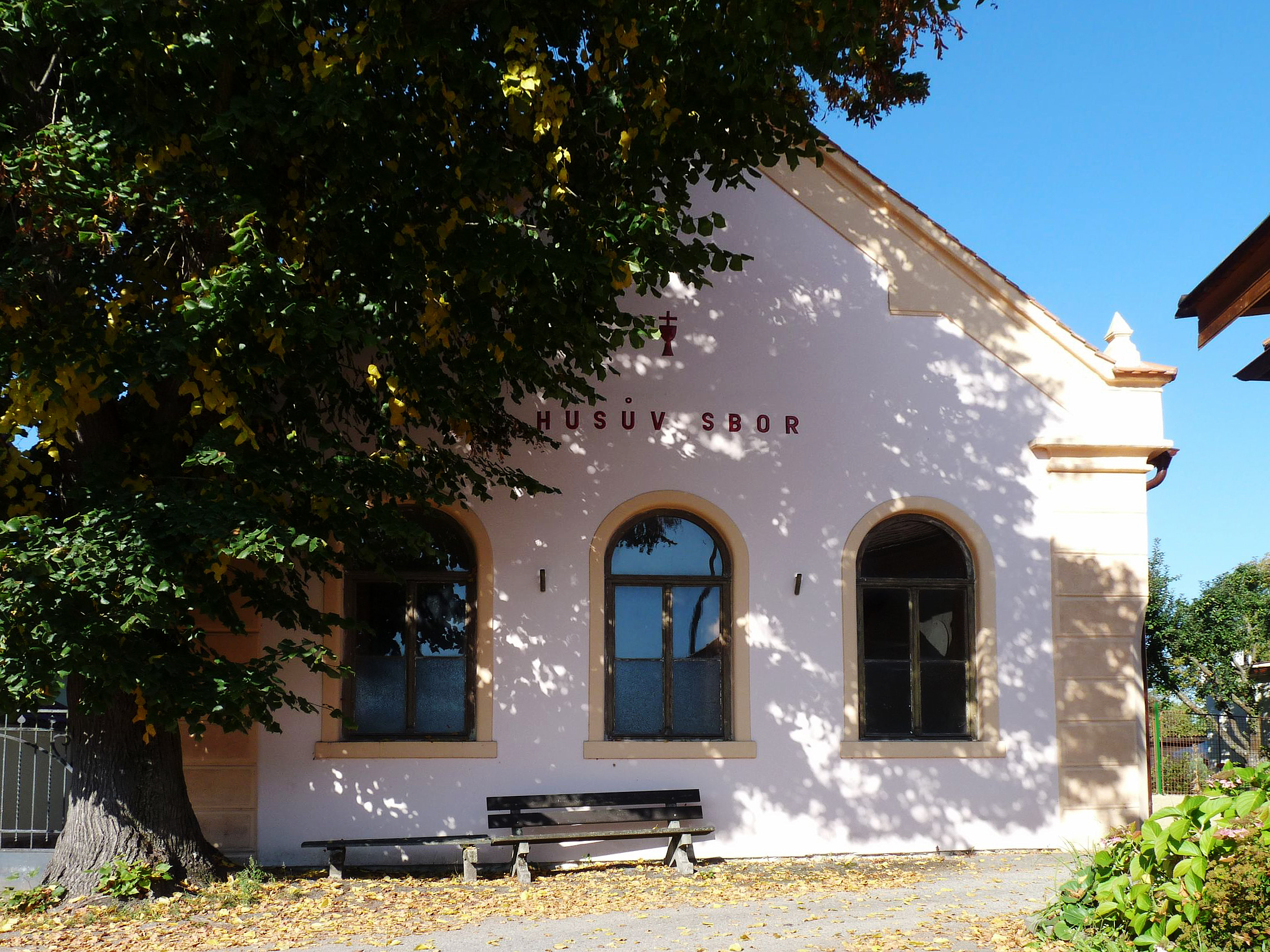
Synagoge in Hluboká nad Vltavou

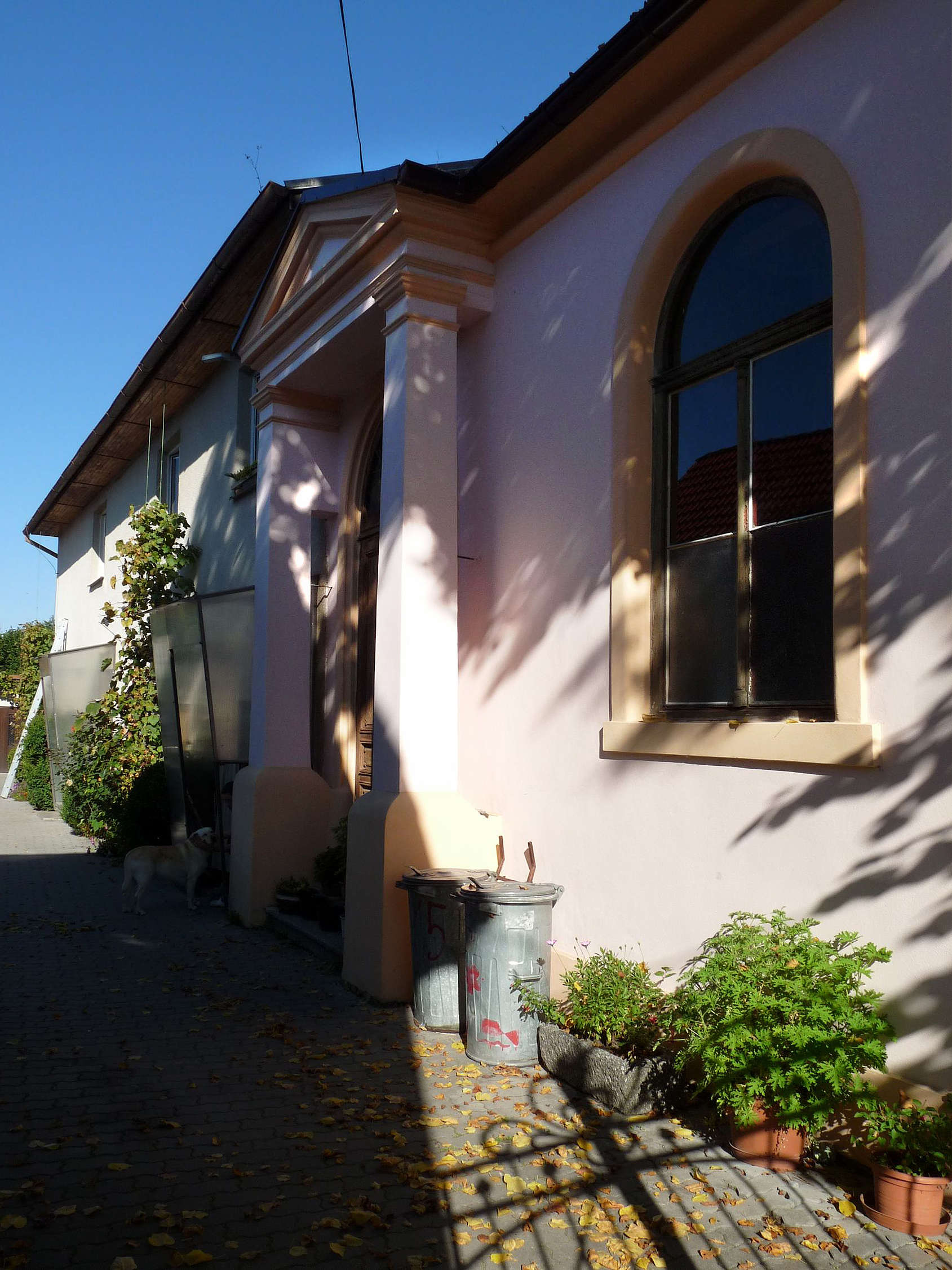
Portal

Die Synagoge in Hluboká nad Vltavou (deutsch Frauenberg),  einer Stadt im Jihočeský kraj (Südböhmische Region) in Tschechien, wurde 1907 errichtet. 

## Geschichte
In der zweiten Hälfte des 17. Jahrhunderts siedelten sich Juden im Ort an. Ihre Blüte erlebte die jüdische Gemeinde im 19. Jahrhundert, als sie 1880 eine Mitgliederzahl von 112 Personen erreichte, was einem Anteil von circa 5 % der Einwohner entsprach.
Obwohl die jüdische Gemeinde im Jahr 1900 nur noch 48 Mitglieder hatte, errichtete sie 1907 eine neue Synagoge, die ein älteres Gebäude ersetzte. Obwohl während der deutschen Besetzung das gesamte Interieur stark beschädigt bis vernichtet wurde, fanden die Gottesdienst bis 1945 statt. Nach dem Zweiten Weltkrieg wurden die Räume durch die Tschechoslowakische Hussitische Kirche benutzt.
Das Bauwerk im historisierenden Stil besitzt Rundbogenfenster und an der Längsseite ein Portal mit Dreiecksgiebel, der auf Pfeilern ruht. An den auslaufenden Dachschrägen sitzen Akroterien in Form von Pyramiden. 
Die Synagoge wird heute als Wohnhaus genutzt.